# Montreuil, Seine-Saint-Denis
Montreuil là một xã trong vùng đô thị Paris, thuộc tỉnh Seine-Saint-Denis, vùng hành chính Île-de-France của nước Pháp, có dân số là 101.400 người (thời điểm 2004).

## Các thành phố kết nghĩa
- Hải Dương, Việt Nam
- Cottbus, Đức
- Grosseto, Ý
- Mytishchi (Мытищи), Nga
- Slough, Vương quốc Anh
- Yélimané, Mali

## Những người con của thành phố
- Élodie Bouchez, nữ diễn viên
- Niels Arestrup, diễn viên
- Olivier Dacourt, vận động viên bóng đá